# Angelina (Santa Catarina)
Angelina es un municipio brasileño del estado de Santa Catarina. Tiene una población estimada al 2020 de 4 743 habitantes.

## Historia

### Orígenes
La historia de Angelina comienza en 1845, con la familia García que se instala en esas tierras. Posteriormente García pasa a ser un distrito. 
Inicialmente, la colonia se llamó Colonia Nacional, estando reservada para los nativos de la región y descendientes de inmigrantes azorianos de Villa do São José. En 1858 llegaron los primeros inmigrantes alemanes, procedentes de las colonias vecinas de Sacramento, Santa Isabel y São Pedro de Alcântara, quienes bautizaron el lugar con el nombre de Villa Mundéus (trampa de caza rudimentaria utilizada en ese tiempo). Además de los alemanes, la Villa también albergaba a inmigrantes de Luxemburgo, Francia, Bélgica, Países Bajos, Italia y Polonia, que llegaron allí alrededor del 1862. El encargado de medir y demarcar los lotes de la colonia y su primer director fue el ingeniero topógrafo fue Carlos Othon Schlappal.

### Formación administrativa
En 1891 se convirtió en un distrito de São José y fue nombrado Angelina, en honor al entonces presidente del Consejo de Ministros de Río de Janeiro, Ângelo Moniz da Silva Ferraz. Después de 70 años, la ciudad de Angelina se convirtió en la capital de la municipalidad el 7 de diciembre de 1961, en virtud a la Ley del Estado Nº 781. La instalación del municipio se produjo alrededor del 30 de diciembre de 1961.